# Kontroverse

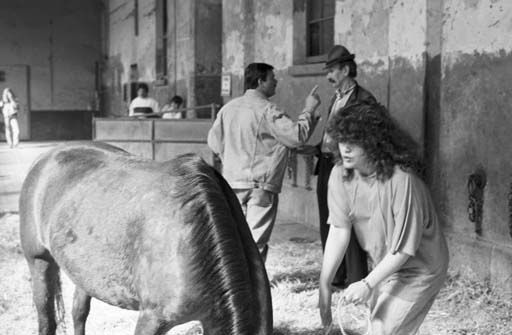
Gestenreiches Streitgespräch auf dem Münchner Pferdemarkt

Eine Kontroverse (von lateinisch: contra entgegen; versus gerichtet) ist ein länger anhaltender Streit, Disput oder eine Debatte.
Bei einem Disput wird ein kontrovers geführtes Gespräch unter Umständen zu einem Streitgespräch. Die Personen, die in einem Disput handeln oder interagieren, tragen ein Wortgefecht aus und versuchen, die eigenen Argumente zu einem beliebigen Standpunkt vorzutragen und ihr Gegenüber von der eigenen Position zu überzeugen. Als Kontroverse lassen sich sowohl eine private Debatte zweier Einzelpersonen als auch mächtige soziale Unruhen bezeichnen, unter anderem ein Streit zweier Parteien oder (Bevölkerungs-)Gruppen. Als Antonym der Kontroverse versteht sich der Konsens, bei dem alle Parteien übereinstimmend eine gemeinsame Meinung oder Lösungen finden.
Die Person, die einen Disput austrägt, wird dabei als ein Disputant bezeichnet. Die Disputation war ursprünglich eine Übung der Rhetorik und seit dem Mittelalter ein fester Bestandteil der akademischen Ausbildung. In einer solchen Disputation trafen ein „Proponent“ und ein „Opponent“ aufeinander. Der Proponent war derjenige, der in einem Dialog die Kontroverse eröffnete, indem er eine Behauptung (These) aufstellte. Das Handeln des „Opponenten“ war es, diese Behauptung mit Argumenten zu widerlegen oder zu entkräften.
Zahlreiche frühchristliche Schriftsteller wie Irenäus von Lyon oder Hieronymus waren berühmt als „Kontroverstheologen“ und verfassten Werke gegen häretische Lehren oder Häretiker, daher trugen ihre Werke den Titel „Adversus…“, zum Beispiel Irenäus: Adversus haereses. Die christlichen Schriftsteller übernahmen von den klassischen Rhetorikern die tradierte Meinung, dass kontroverse Auseinandersetzungen, selbst über triviale Angelegenheiten, eine Demonstration der intellektuellen Überlegenheit wären. Siehe die Orationen des Demosthenes oder Cicero in Catilinam („gegen Catilina“).
Es liegt in der Natur der Kontroverse, dass sie nicht mit der Absicht eines abschließenden „Entweder–oder“ geführt werden kann; sie wird daher häufig von Polemik und Streit begleitet. Konstantin I. berief im Jahr 325 das Konzil von Nicaea in der Hoffnung auf eine Schlichtung des arianischen Streits. Sobald das Konzil seine Entscheidung gefällt hatte, verfiel jede weitere Diskussion dem Anathema.
Drei große Kontroversen der Kirchengeschichte waren der arianische Streit, der Investiturstreit und die Kontroverse um das Filioque.
Einen Leser kann die Kennzeichnung eines Werks als kontroverses Buch zur Lektüre provozieren, da er beurteilen will, ob eine solche Einstufung gerechtfertigt ist oder nicht. Gleiches gilt für kontroverse Filme, Musik, Theaterstücke und auch Video- und Computerspiele.